# Ismaël Bangoura
Ismaël Bangoura, född 2 januari 1985, är en guineansk fotbollsspelare (anfallare) som spelar för Al-Taraji. Hans främsta position är anfallare, men han har även spelat som ytter och offensiv mittfältare.

## Karriär
Bangoura skrev den 31 januari 2012 på ett 4,5-årskontrakt med franska Ligue 2-klubben FC Nantes. Han debuterade för klubben den 26 mars 2012, i en 0–1 förlust mot RC Lens. I november 2013 förlängde han kontraktet till sommaren 2015.
Den 5 november 2019 värvades Bangoura av Mulhouse. I september 2020 gick han till saudiska Al-Taraji.